# 7449 Доллен
7449 Доллен  (7449 Döllen) — астероїд головного поясу, відкритий 21 серпня 1949 року.
Тіссеранів параметр щодо Юпітера — 3,615.